# Wytwórnia Sprzętu Mechanicznego PZL-Krotoszyn
Wytwórnia Sprzętu Mechanicznego PZL-Krotoszyn – polski producent podzespołów, głównie tulei cylindrowych i elementów rozrządu, dla przemysłu samochodowego i motoryzacyjnego z siedzibą w Krotoszynie.

## Historia
W 1877 r. Wilhelmina Fridrich założyła Fabrykę Maszyn i Odlewnię Żeliwa w Krotoszynie przy obecnej ul. Słodowej produkującą odlewy na potrzeby budujących się cukrowni, gorzelni i cegielni jak również odlewy maszyn i narzędzi.
W 1945 r. po znacjonalizowaniu fabryki utworzono Państwowe Przedsiębiorstwo Traktorów i Maszyn Rolniczych Stacja Krotoszyn.
W 1958 r. zarządzeniem Ministra Przemysłu Ciężkiego nr 296 z 29 września tr. fabryka otrzymała nazwę Zakłady Sprzętu Motoryzacyjnego w Krotoszynie. W tym samym roku rozpoczęła się specjalizacja fabryki w produkcji gotowych tulei cylindrowych. Z początkiem 1965 r. zarządzeniem Ministra Przemysłu Ciężkiego nr 291 z 29 grudnia 1964 r. zakład podporządkowano Zjednoczeniu Przemysłu Lotniczego. 
W 1980 r. w wyniku przeprowadzonego konkursu dyrektorem przedsiębiorstwa został Zdzisław Białek.
W 1999 r. pakiet większościowy WSM Krotoszyn S.A. został nabyty przez niemiecki koncern MAHLE GmbH. 01.01.2004 z połączenia firm MAHLE Krotoszyn S.A. oraz MAHLE Polska Sp. z o.o. powstała MAHLE Polska Sp. z o.o.

## Produkty
- komplety cylindrowo-tłokowe, tuleje cylindrowe, gniazda zaworu, prowadnice zaworu, popychacze, odlewy żeliwne, wkładki tłokowe typu "Alfin", docieraki